# Hollywood Burbank repülőtér
A Hollywood Burbank repülőtér (angolul Hollywood Burbank Airport, 2003–2017 között Bob Hope repülőtér) (IATA: BUR, ICAO: KBUR) az Amerikai Egyesült Államok egyik repülőtere Kaliforniában, Burbank város közelében, Los Angelestől 20 km-re északnyugatra. Éves utasforgalma 5 898 736 fő (2022).

## Futópályák
|  | A repülőtér futópályái: - 08/26 (5802 ft, 150 ft, aszfalt) - 15/33 (6886 ft, 150 ft, aszfalt) |

## Forgalom

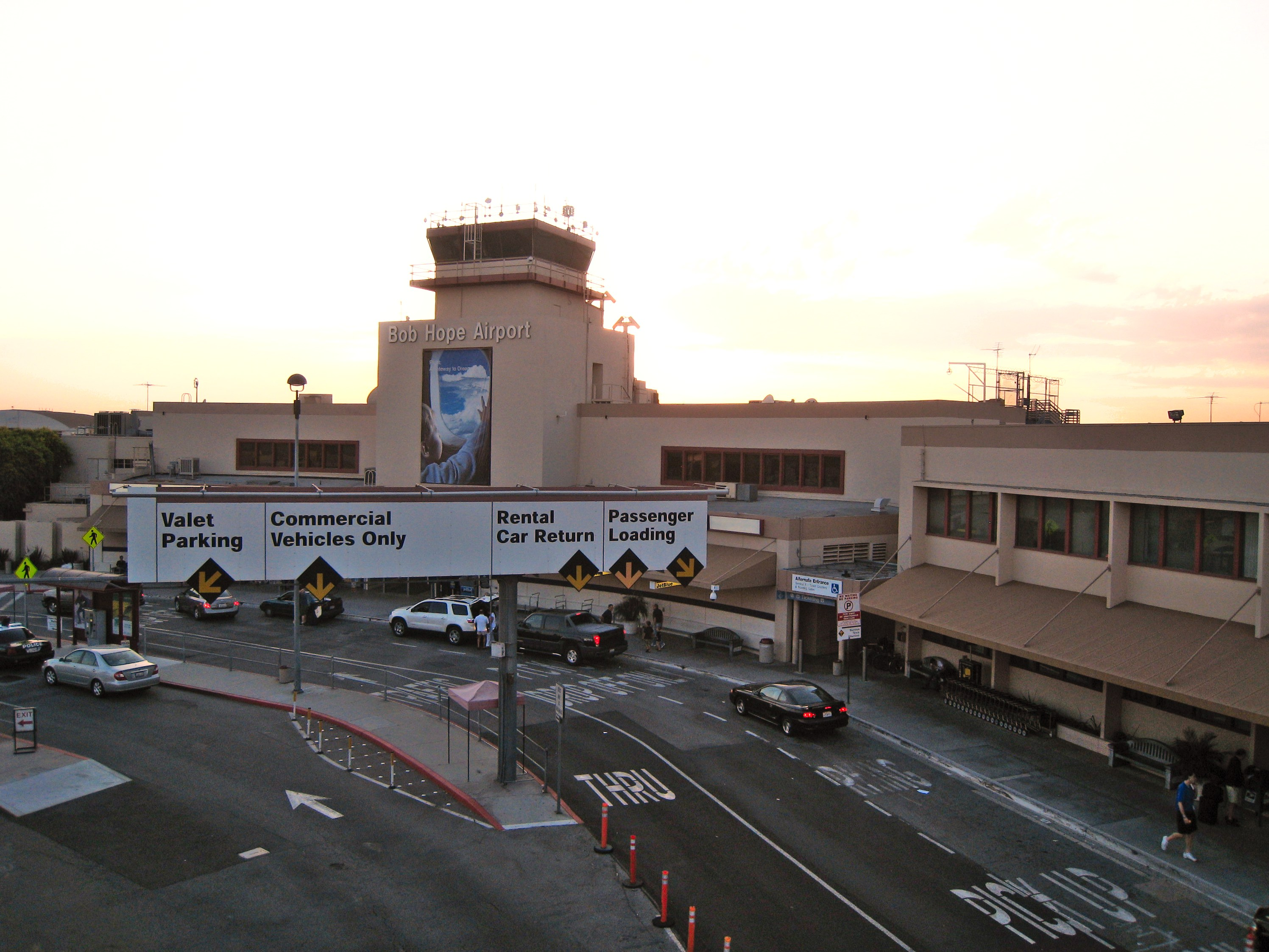
A terminál épülete

Az utasforgalom az elmúlt években az alábbi módon változott:
| Utasok száma | 4 731 656 | 4 487 335 | 4 916 800 | 5 689 291 | 4 588 433 | 4 056 416 | 3 943 629 | 4 739 466 | 1 995 348 | 6 034 729 |
|              | 1998      | 2001      | 2004      | 2006      | 2009      | 2012      | 2015      | 2017      | 2020      | 2023      |

## Légitársaságok és úticélok

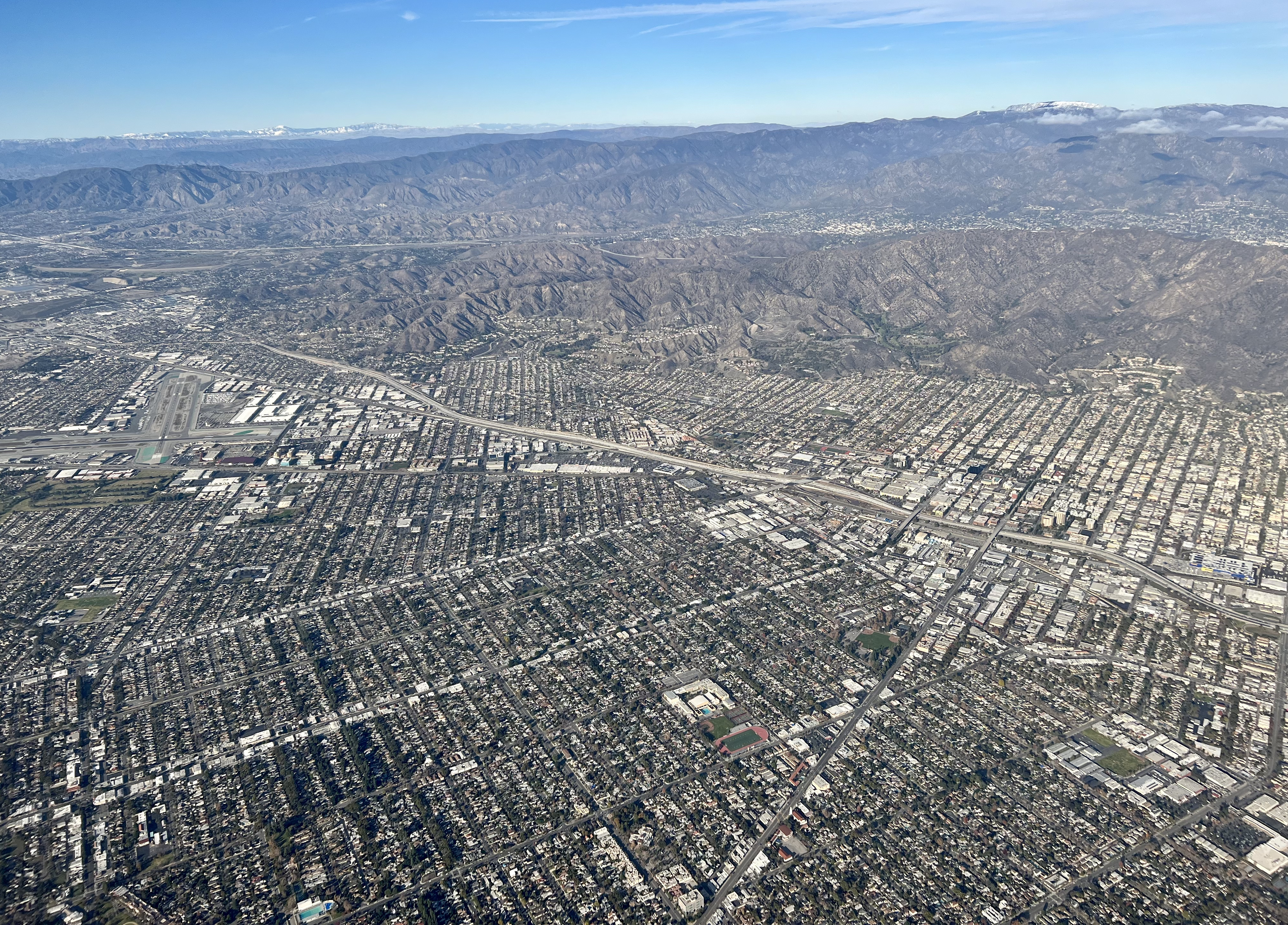
Burbank a levegőből. A repülőtér a kép bal oldalán látható

2025-ben a Hollywood Burbank repülőtérről az alábbi járatok indulnak (Utoljára frissítve: 2025-01-5):
| Légitársaság       | Célállomások | Források      |
| ------------------ | --- | ------------- |
| Alaska Airlines    | Boise, Portland (OR), San Francisco, Santa Rosa, Seattle/Tacoma | [ 1 ]         |
| American Airlines  | Dallas/Fort Worth, Phoenix–Sky Harbor | [ 2 ]         |
| American Eagle     | Phoenix–Sky Harbor | [ 2 ]         |
| Avelo Airlines     | Eugene, Eureka, Medford, Redmond/Bend, Salem, Santa Rosa, Tri-Cities (WA) Szezonális: Glacier Park/Kalispell | [ 3 ]         |
| Delta Air Lines    | Atlanta, Salt Lake City | [ 5 ]         |
| Delta Connection   | Salt Lake City | [ 5 ]         |
| Frontier Airlines  | Denver, Phoenix–Sky Harbor, San Francisco | [ 7 ]         |
| JSX                | Concord (CA), Denver–Rocky Mountain, Las Vegas, Oakland, Reno/Tahoe, Salt Lake City, Scottsdale Szezonális: Monterey, Taos | [ 11 ]        |
| Southwest Airlines | Albuquerque, Austin, Boise, Chicago–Midway, Dallas–Love, Denver, Eugene, Houston–Hobby, Kansas City, Las Vegas, Nashville, New Orleans (vége 2025. március 6-tól), Oakland, Phoenix–Sky Harbor, Reno/Tahoe, Sacramento, Salt Lake City, San Antonio, San Jose (CA), St. Louis Szezonális: Portland (OR) | [ 12 ] [ 14 ] |
| Spirit Airlines    | Las Vegas, Oakland, San Jose (CA) | [ 16 ]        |
| United Airlines    | Denver, San Francisco | [ 17 ]        |
| United Express     | San Francisco | [ 18 ]        |